# Хорст Бинек
Хорст Бинек (на немски: Horst Bienek) е немски писател.

## Биография
Хорст Бинек израства в полския град Гливице (на немски: Gleiwitz), Горна Силезия. Бащата е локомотивен огняр при „Германската имперска железница“, а майката – учителка по пиано. Хорст е най-малкото от шест деца.
След нападението над Полша през 1939 г. бащата е преместен и семейството заживява в Залцгитер, Долна Саксония. Когато през 1941 г. майката умира, Хорст остава под попечителството на по-възрастната си сестра и постъпва в местното начално училище.
През януари 1945 г. Гливице е превзет от Червената армия. След края на войната преименуваният на немски град Глайвиц е върнат на Полша и оттогава носи името Гливице. Хорст Бинек е задължен принудително да демонтира металообработващи машини, за да бъдат транспортирани в Съветския съюз.
През есента на 1945 г. Бинек получава полски паспорт и само с раница пътува из съветската окупационна зона. През 1949 г. става доброволен сътрудник на в-к Тагеспост в Потсдам, а през 1950 г. записва курс за млади писатели в Бад Зааров. В средата на 1950 г. публикува лирически стиховторения в списание Зин унд форм, ръководено от Петер Хухел. През септември 1951 г. Хорст Бинек е приет в майсторския клас на Бертолт Брехт в театъра „Берлинер Ансамбъл“ в Източен Берлин.
През ноември 1951 г. Бинек е арестуван от ЩАЗИ, а съветският военен трибунал след съответни разпити го осъжда заедно с други в показен процес за „антисъветска дейност“ и привиден шпионаж в полза на САЩ. Присъдата е 20 години принудителен труд. Бинек работи под земята в мина за каменни въглища във Воркутинския изправително трудов лагер, част от ГУЛАГ, зад Полярния кръг. След четири години е освободен в хода на амнистия и през октомври 1955 г. заминава във ФРГ.
След 1957 г. Хорс Бинек работи като културен редактор в Хесенското радио, като издателски редактор, а от 1968 г. става писател на свободна практика и се установява трайно в Мюнхен.
От 1970 г. Хорст Бинек е член на Немската академия за език и литература в Дармщат. През май 1987 г. с полска виза пътува в Силезия и през 1988 г. публикува автобиографичната си книга „Пътуване в детството“. Освен това до 1990 г. Бинек е завеждащ литературния отдел на Баварската академия за изящни изкуства.
След 1990 г. Бинек започва работа над книга за преживяванията си в лагера при Воркута, на поради смъртта му тя остава незавършена. Въпреки това издателят Михаел Крюгер събира фрагментите от романа и ги публикува през 2013 г. със свой предговор.
Макар и хомосексуален, Хорст Бинек никога не обсъжда открито в автобиографичните си творби своята сексуалност, а романите му само понякога бегло докосват темата за хомосексуалната привлекателност.
Хорст Бинек умира през декември 1990 г. в Мюнхен вследствие на СПИН. Смята се, че е знаел за заболяването си още от 1987 г. Погребан е в общността Отобрун.

## Творчество
Творбите на Хорст Бинек са написани на хладен, дисциплиниран език и са силно повлияни от военното и следвоенно време. Те имат за тема вътрешното и външно себеутвърждаване на личността срещу една всемогъща държава. За преведената на много езици Гливицка тетралогия (1975 – 1982) Бинек получава много международни литературни награди.
От създадената Фондация Хорст Бинек Баварската академия за изящни изкуства присъжда след 1991 г. на всеки две години международната награда за поезия Хорст Бинек.